# Petr Curko
Petr Curko je český učitel přírodopisu a chemie na základní škole Blatenská v Horažďovicích. Během lockdownu a distančního vzdělávání v souvislosti s pandemií covidu-19 na sebe upozornil svými výukovými videi, která publikoval veřejně na svém kanálu na serveru YouTube, a která získala širokou popularitu. Již v roce 2019 získal ocenění pro nejlepšího učitele chemie v anketě Zlatý Ámos; za svou pedagogickou činnost v době pandemie pak získal druhé místo v soutěži pro inspirativní pedagogy Global Teacher Prize a vyhrál anketu vydavatelství Economia Hvězdy výuky na dálku (kromě kategorie „Výuková videa“ se stal i absolutním vítězem).